# Stade de Baduel
Stade de Baduel je višenamjenski stadion u Cayenneu, Francuska Gijana. Trenutno se uglavnom koristi za utakmice nogometne reprezentacije Francuske Gijane.
Stadion ima kapacitet od 7000 mjesta. Ima prirodni travnjak i sintetičku 400-metarsku atletsku stazu. Središnje područje stadiona, nazvano "la caquette", obnovljeno je 2012.
Stadion se koristi i za kulturna događanja poput jazz festivala le Kayenn.